# Glädjestranden
Glädjestranden är en historisk roman av Ellen Mattson utgiven 2008.
Romanen utspelar sig i en liten kustgård i Bohuslän.  

## Handling
Lilla Tora har sagor i huvudet och leken i kroppen, hon har en mor och en far som älskar henne högt och en pojkmorbror att leka med på familjens arrendegård i Bohusläns kustband. När pappa sjökaptenen är hemma täljer han vackra saker åt sin dotter och ger henne hela världen. Han kan göra det, för till och med solen gör som han vill. Men en vinter kommer han inte hem från havet och det blir tyst i huset. 
Någonstans ifrån kommer Frank för att hjälpa till med gården tills morbror Arvid är tillräckligt gammal. Han gifter sig med Toras mor. Men plötsligt en dag när Tora är tio ligger modern död med ett dödfött barn bredvid sig. Kvar på gården blir Tora med två män som är olika som två människor kan bli: Frank och Arvid. Den ene sliter för att förbättra gården och få respekt från dem som fått anseendet med födseln, den andre smiter helst till friheten och fantasin. Och Tora slits mellan dem. Det som först är ömsesidig antipati mellan Frank och Tora blir arbetsgemenskap och kanske något mer.

## Mottagande
Nyansrikt språk. Romanen kan påminna om ”Hemsöborna” när Ellen Mattson berättar om den föräldralösa Tora och hennes liv på en gård i Bohuslän i början av 1800-talet.
Det finns en laddning i Mattssons bok, en ovilja att acceptera enkla lösningar. Språket är mästerligt tuktat och behärskat, med en stark lyrisk dimension: Mattsson tycks verkligen njuta av att få skildra det bohuslänska bondesamhället med rågfält, båtbyggen, och ”offersprickor” i klipporna där sjömanshustrur lämnar brödkakor och smultron för en trygg hemfärd.
Glädjestranden gick som radioföljetong från december 2009.